# Шефік Джаферович
Шефік Джаферович (босн. Šefik Džaferović; нар. 9 вересня 1957, Завидовичі) — віцепрезидент Партії демократичної дії і боснійський член Президії Боснії та Герцеговини з 2018 до 2022 року. Голова Президії Боснії та Герцеговини з 20 березня до 16 листопада 2022 та з 20 березня до 20 листопада 2020 року.

## Біографія
Шефік Джаферович народився в 1957 році в боснійському місті Завидовичі. Навчався в гімназії в Завидовичах. Після цього він закінчив юридичний факультет Сараєвського університету в 1979 році. Працював у судових установах і поліції в Завидовичах та Зениці до 1996 року. Одружений із Вілданою, має двоє дітей — Ясмін і Ясмина.

## Політична кар'єра
У 1996 р. був обраний до Ради Зеницько-Добойського кантону. Цього ж року він стає делегатом у Палаті народів Федерації Боснії та Герцеговини. Через чотири роки вступає до Палати народів Боснії та Герцеговини. На загальних виборах 2002 року він став членом Палати представників Боснії і Герцеговини. На загальних виборах у Боснії 2014 року його переобрали до Палати представників із результатом у 30 000 голосів. На загальних виборах у Боснії 2018 року він став членом Президії БіГ з понад 36 % голосів.